# Scotia Plaza
Pour les articles homonymes, voir Scotia (homonymie).
Le Scotia Plaza est un gratte-ciel situé à Toronto, au Canada, construit en 1988. Il a été dessiné par firme d'architecte WZMH Architects. Le Scotia Plaza est situé à l'intersection des rues King, Bay. Yonge et Adelaide à Toronto.
L'édifice abrite le siège social de la Banque Scotia, environ 8 000 personnes y travaillent chaque jour.